# Andoni Erburu
Andoni Erburu é um ator espanhol, mais conhecido por ter co-estrelado o exitoso filme Secretos del corazón. É o ator mais jovem a receber um Premios Goya.

## Biografia
Alcançou a fama com apenas nove anos graças ao filme Secretos del corazón, de Montxo Armendáriz. Depois disso, em 2002, retirou-se completamente do mundo da atuação para centra-se nos estudos, porque, segundo ele anos mais tarde, "Eu me sentia oprimido, eu tenho tudo muito de repente. Deixei tudo e não pretendo voltar, agora estou muito tranquilo. Mas as pessoas ainda me reconhecem." disse em uma entrevista. Atualmente, estuda Engenharia Agrícola Técnico na Universidade de Navarra.